# 太田資雄
太田 資雄（おおた すけかつ、? - 文明11年（1479年））は、室町時代後期の武将。太田資忠の子。太田道灌の甥でその養子となる。通称は源五郎。永正・大永年間に江戸・岩付両太田家と別に一家を形成して太田氏の嫡流を継いだ太田永厳は、資雄の子もしくは養子と推定される。
文明6年（1477年）に道灌が江戸城で開いた歌合において、父・資忠とともにその名前が見られる。
太田資武が記した家伝（「太田資武状」）によれば、道灌は初め甥の図書助を養子に迎えたが、臼井城の千葉孝胤を攻めた際に討死したために別の養子（義芳永賢）を迎えたとされている。しかし、図書助が道灌の実弟である資忠を指すこと、道灌と資正（源五郎・資家の孫で資武の父）との間に「源五郎」を称する人物が2代続いたことを示唆する系図（「源姓太田氏系図」）があることから、図書助本人ではなく道灌から見れば甥にあたる（図書助の家の）資雄が道灌の養子となり、臼井城で実父とともに討ち死にしたために事績が混同されたと考えられている。